# Parafilija
Parafilija je iskustvo intenzivnog seksualnog poriva uzrokovanog atipičnim predmetima, situacijama, fantazijama, ponašanjem ili pojedincima. Osobama s parafilijom potrebna je posebna stimulacija da bi postigli seksualno uzbuđenje, bilo da se radi o ekshibicionizmu, fetišizmu, froterizmu, nekrofiliji, pedofiliji, sadomazohizmu, urofiliji, voajerizmu, zoofiliji i sl. Dijagnostički i statistički priručnik Američkog psihijatrijskog društva (DSM-V) razlikuje parafiliju kao atipičan seksualni interes i parafilične poremećaje kao parafilije koje uzrokuju psihičku patnju pojedincu ili predstavljaju prijetnju i štete drugoj osobi.
Ne postoji konsenzus oko preciznog definiranja granice između neuobičajenih seksualnih interesa (eng. kink) i onih parafilskih. Postoje i prijepori oko toga koje parafilije bi trebale biti navedene u dijagnostičkim priručnicima, te trebaju li one uopće biti tamo navedene. Raspravlja se i o broju i nazivlju vrsta parafilija: pobrojano je i do 549 parafilija, a DSM-V navodi osam parafilskih poremećaja.
Stariji naziv za parafilije je »neprirodno spolno ponašanje«.[nedostaje izvor] Sigmund Freud je u svojim djelima upotrebljavao naziv »perverzija«, no taj naziv stručnjaci danas rijetko primjenjuju.
Parafilija je kovanica od grčkih riječi para/παρά (osim, mimo) i philia/φιλία (ljubav) i opisuje seksualnu žudnju kao odgovor na seksualni objekt ili situacije koje mogu interferirati s kapacitetom recipročne seksualne aktivnosti. Parafilija također može implicirati nevećinske seksualne prakse bez da nužno implicira disfunkciju ili moralnu devijantnost.[nedostaje izvor]

## Povijest naziva
Iako se ova kovanica često pripisuje seksologu Johnu Moneyu, termin je uveo hrvatski židovski seksolog Friedrich Salomon Krauss u 19. stoljeću, a po prvi ga je put popularizirao bečki psihoterapeut Wilhelm Stekel u knjizi Seksualne aberacije iz 1925. godine. Nije široko rabljen do 1950-ih, a u Diagnostic and Statistical Manual of Mental Disorders (DSM) prvi put se pojavio 1980. godine. Rabio ga je i Sigmund Freud.[nedostaje izvor]

## Medicinski aspekti
Kod parafilija se seksualna gratifikacija postiže pomoću čina koji se razlikuju od uobičajenog spolnog čina ili se postiže u odnosu na objekt koji se razlikuje od seksualnog partnera.
Medicinska struka prepoznaje razliku u intenzivnosti parafiličkih sklonosti. Kod opcionalnih parafilija, pacijent osjeća snažnu sklonost prema parafiličkim aktivnostima, ali ima također sklonost prema uobičajenim seksualnim aktivnostima. Kod preferiranih parafilija, osoba je mnogo sklonija seksualnom uzbuđenju koji se postiže parafiličkim načinom, ali još uvijek može sudjelovati u normalnoj seksualnog aktivnosti. Kod ekskluzivnih parafilija pacijent ne može postići seksualno uzbuđenje drugačije nego u kontekstu parafilije. Kod pojedinca se ovaj intenzitet može mijenjati tijekom vremena.
Učestalo samozadovoljavanje, i po mnogo puta dnevno, uobičajeni je element parafilija. Parafiličke fantazije znadu biti vrlo elaborirane i obuhvaćati elemente više parafilija (npr. samozadovoljavanje na javnom mjestu pred djecom), te složene parafiličke rituale koji često uključuju i druge osobe, sudjelovale one u tome dragovoljno ili protiv volje. Parafilije su mnogo učestalije kod muške populacije. Uglavnom počinju u pubertetu i adolescenciji, te su u pravilu povezane s iskustvima u ranom djetinjstvu.
Međunarodna klasifikacija bolesti (MKB) svrstava parafilije u grupu "Poremećaji spolne sklonosti" (šifre poremećaja koje počinju s F65).

## Pravni aspekti
U nekim slučajevima može prakticiranje parafiličkih sklonosti predstavljati kazneno djelo; pri tome pacijent u pravilu ostaje i nadalje uračunjiv u kaznenopravnom smislu, bez obzira na to što je psihički bolestan. Za tzv. "neubrojivost" je potrebno da počinitelj uopće nema spoznajnih i/ili voljnih kapaciteta da izbjegne činjenje djela. Tipičan primjer je pedofilija, čijim pojavnim oblicima Kazneni zakon Republike Hrvatske iz 2012. godine posvećuje 9 članaka: kažnjivo je realizirati i egzibicionizam i froterizam, što zakon regulira kao bludne radnje u članku 155.
Parafilije kod kojih ne postoji veća društvena opasnost, što je redovito slučaj kad parafiličke sklonosti ne uključuju maloljetne osobe ili odrasle osobe koji nisu suglasne s takvom vrstom kontakta, u pravilu nisu pravno sankcionirane.

## Moralni aspekti
Praktički sve parafilije se u kulturnim i vjerskim tradicijama smatraju nemoralnim i neurednim sklonostima.[nedostaje izvor]
Prema Katekizmu katoličke crkve iz 1994. godine, spolnost »postaje osobnom i stvarno ljudskom kad je integrirana u odnos osobe s osobom«; jaki nagoni koji vode prema neljudskim objektima, nasilju, samoozljeđivanju, koji uključuju djecu ili nesuglasne osobe, smatraju se suprotnima kreposti (vrlini) tzv. spolne čistoće: »svojevoljno služenje spolnom sposobnosti izvan normalnog bračnog općenja bitno se protivi njenoj svrsi«. Suprotnost kreposti čistoće je moralna mana imena bludnost: »Bludnost je neuredna želja ili razuzdana naslada spolnog užitka. Spolni užitak moralno je neuredan kad se traži radi samog sebe, izdvojeno od svrhovitosti rađanja i sjedinjenja.« Samozadovoljavanje, kao neizostavni dio parafilije, smatra se moralno neprihvatljivim, makar ne uvijek tzv. teškim grijehom: »Da se donese ispravan sud o moralnoj odgovornosti pojedinaca i da se usmjeri pastirsko djelovanje, uzet će se u obzir čuvstvena nezrelost, snaga stečenih navika, stanje tjeskobe ili drugih psihičkih ili društvenih činilaca koji umanjuju ili svode na minimum moralnu krivnju.« Od osobe se očekuje da se zauzme na ovladavanju svojim manama, kako ne bi rasle: »Grijeh povlači sa sobom grijeh; ponavljanjem istih čina rađa se mana. Iz nje proizlaze izopačena nagnuća koja zasljepljuju savjest i iskrivljuju konkretne sudove o dobru i zlu. Tako grijeh teži da se ponovi i ukorijeni, ali on ne može uništiti moralni osjećaj do korijena.«"

## Podjela parafilija
Najčešće su parafilije fetišizam, fetišistički transvestitizam, egzibicionizam, voajerizam, sadizam, mazohizam (također u kombinaciji sadomazohizam) i pedofilija. Spolni je nagon vrlo podložan varijaciji, te parafilija ima velik broj. 
Djelomični popis parafilija:
- Acrotomodilija – privlačnost prema osobama s amputacijama
- Abasiodifilija – privlačnost prema paraliziranim osobama
- Agalmatofilija – privlačnost prema kipovima, lutkama (krojačkim i sl.) i namještaju
- Algolagnija – seksualno uzbuđenje povezano uz osjećaj boli, napose u erogenim zonama. Razlikuje se od mazohizma po tome što je koncentracija na fiziološkom aspektu boli, prije negoli na poniženju i potčinjenosti
- Anililagnija – sklonost mladih muškaraca prema staricama
- Apotemnofilija – naslađivanje mislima o tome da se osobi izvede amputiranje, u nekim slučajevima do praktičnog upuštanja u amputaciju
- Asfiksiofilija – uživanje u davljenju druge osobe ili u tome da se bude davljen
- Autasasinofilija – seksualno naslađivanje mislima o samoubojstvu i situacijama bliskim samoubojstvu
- Autoandrofilija – seksualno naslađivanje ženske osobe koja se zamišlja kao muškarac ili glumi muškarca
- Autoginefilija – seksualno naslađivanje muške osobe koja se zamišlja kao žena ili glumi ženu
- Autopedofilija – seksualno naslađivanje odrasle osobe koje se zamišlja kao dijete ili glumi dijete (nošenjem pelena i sl.)
- Autozoofilija – seksualno naslađivanje osobe koje se zamišlja kao životinja ili glumi životinju
- Biastofilija – naslađivanje mislima o silovanju, do aktualnog silovanja
- Pedofilija – fizička, seksualna, emocionalna i duhovna privlačnost uglavnom prema djeci. U Republici Hrvatskoj  zakonski je zabranjena ako se radi o djeci mlađoj od 15 godina.[14]
- Voajerizam – seksualno naslađivanje promatranjem drugih osoba koje su razodjevene ili imaju seksualne odnose, u pravilu bez njihovog znanja ili suglasnosti
- Dakrifilija – seksualno uzbuđenje suzama
- Mazohizam – seksualno naslađivanje situacijom u kojoj se biva ponižavan, fizički sputan ili se trpi bol, koju druga osoba nanosi uglavnom u dogovoru
- Sadizam – seksualno naslađivanje fizičkim sputavanjem, nanošenjem boli i ponižavanje drugih osoba, uz dogovor s tom drugom osobom ili protiv njene volje
- Seksualni fetišizam – patološka usmjerenost seksualne žudnje prema nekom neživom predmetu kao "fetišu" – npr. cipelama s visokom petom ili kožnoj odjeći – koje može rezultirati nesposobnošću da se uopće postigne seksualno uzbuđenje koje nije vezano uz fetiš
- Egzibicionizam ili ekshibicionizam – ponavljajuća sklonost da se pokazuje genitalije stranim osobama na javnim mjestima, bez želje za fizičkim kontaktima. U nekim slučajevima seksualno uzbuđenje se ne postiže istodobno, ali nakon akta u pravilu slijedi masturbacija masturbacija. Poremećaj se obično manifestira u vrijeme emocionalnih kriza i teških stresova, nakon čega uslijede dugi periodi bez egzibicionističkih epizoda
- Emetofilija – seksualno uzbuđenje povezuje se uz povraćanje
- Fetišistički transvestititizam – seksualno naslađivanje oblačenjem odjeće i obuće karakteristične za suprotni spol (uglavnom kod heteroseksualaca). U stanovitom broju slučajeva prerasta u transseksualnost - koje oboljenje spada u drugu grupu mentalnih poremećaja: Poremećaji spolnog identiteta, Međunarodne klasifikacije bolesti F.64)
- Froterizam – seksualno naslađivanje opscenim diranjem i trljanjem osoba koje s time nisu suglasne (tipično, u pretrpanim liftovima i drugim sredstvima javnog prijevoza)
- Gerontofilija – fizička, seksualna, emocionalna i duhovna privlačnost uglavnom prema starim osobama
- Laktofilija – odrasli pacijent postiže seksualno uzbuđenje kada ga se doji
- Nekrofilija – privlačnost prema mrtvim tijelima
- Mizofilija – seksualno uzbuđivanje time da se bude osobito nečist
- Telefonska skatologija ili telefonikofilija – neobuzdana sklonost čestim opscenim telefonskim pozivima, ili sklonost da se upućuju opsceni telefonski poziv nepoznatim ili poznatim ljudima koji s time nisu suglasni
- Vorarefilija – seksualno uzbuđenje koje pacijent povezuje uz misli o tome da ga druga osoba/osobe djelomično ili u cijelosti pojedu; ponekad do želje za faktičnim ostvarenjem takvog kanibalskog događaja.
- Koprofilija – seksualno uzbuđivanje vezano uz mazanje izmetom
- Olfaktofilija – seksualno uzbuđivanje vezano uz razne mirise
- Urolagnija – seksualno uzbuđivanje vezano uz uriniranje po drugima, ili da se drugi mokre po dotičnoj osobi
- Zoofilija – fizička, seksualna, emocionalna ili duhovna privlačnost prema drugim vrstama (životinjama)
- Zoosadizam – seksualno uzbuđenje postiže se gledanjem životinja koje pate ili nanošenjem boli životinjama